# 1995 UD4
1995 UD4 är en asteroid i huvudbältet som upptäcktes 20 oktober 1995 av den japanska astronomen Takao Kobayashi vid Ōizumi-observatoriet.
Asteroiden har en diameter på ungefär 3 kilometer